# Moreh
Moreh est une ville frontière de l'Inde avec le Myanmar, située dans le district de Tengnoupal (en) de l'État du Manipur,.
Moreh joue un rôle important dans la Look East policy indienne. Un poste-frontière actif y est présent à sa frontière avec la ville birmane de Tamu.

## Démographie
Lors du recensement de 2011, Moreh comptait 16 847 habitants, dont 8 670 hommes et 8 177 femmes. 